# Canton de Riez
Pour les articles homonymes, voir Riez (homonymie).
Le canton de Riez est une circonscription électorale française située dans le département des Alpes-de-Haute-Provence et la région Provence-Alpes-Côte d'Azur.
À la suite du redécoupage cantonal de 2014, les limites territoriales du canton sont remaniées. Le nombre de communes du canton passe de 9 à 26.

## Histoire
Le docteur Prosper Allemand, petit-fils du maire de Puimoisson, milite activement dans tout le canton sous la Deuxième République. Quand la nouvelle du coup d'État du 2 décembre 1851 arrive à Riez, immédiatement un comité insurrectionnel se met en place pour défendre la République. Les gendarmes sont désarmés, les 213 fusils de la garde nationale sont saisis. Le 6 décembre, les insurgés d’Allemagne et de Sainte-Croix se joignent à ceux de Riez, et la colonne de 500 à 600 hommes se dirige ensuite vers Digne. En chemin, elle rallie les insurgés de Puimoisson et de Roumoules.
Après l’occupation de Digne et le combat des Mées, deux bataillons d’infanterie occupent le canton pour mener la répression. C’est le colonel Henri de Sercey qui dirige les opérations, il est condamné en 1853 pour escroquerie et abus de confiance.
Par décret du 24 février 2014, le nombre de cantons du département est divisé par deux, avec mise en application aux élections départementales de mars 2015. Le canton de Riez est conservé et s'agrandit. Il passe de 9 à 26 communes.

## Géographie
Ce canton est organisé autour de Riez dans l'arrondissement de Digne-les-Bains. Son altitude varie de 362 m (Le Castellet) à 2 285 m (Tartonne) pour une altitude moyenne de m.
| Nom de la commune        | Alt. mini (m) | Alt. maxi (m) |
| ------------------------ | ------------- | ------------- |
| Barrême                  | 685           | 1 621         |
| Beynes                   | 537           | 1 601         |
| Blieux                   | 831           | 1 921         |
| Bras-d'Asse              | 455           | 812           |
| Le Castellet             | 362           | 665           |
| Le Chaffaut-Saint-Jurson | 470           | 960           |
| Chaudon-Norante          | 628           | 1 612         |
| Châteauredon             | 573           | 1 511         |
| Clumanc                  | 773           | 1 703         |
| Entrevennes              | 451           | 800           |
| Estoublon                | 493           | 1 362         |
| Majastres                | 800           | 1 860         |
| Mézel                    | 537           | 971           |
| Moustiers-Sainte-Marie   | 474           | 1 729         |
| La Palud-sur-Verdon      | 417           | 1 920         |
| Puimichel                | 486           | 884           |
| Puimoisson               | 567           | 781           |
| Riez                     | 473           | 680           |
| Roumoules                | 545           | 783           |
| Saint-Jacques            | 780           | 1 447         |
| Saint-Jeannet            | 567           | 971           |
| Saint-Julien-d'Asse      | 407           | 886           |
| Saint-Jurs               | 619           | 1 726         |
| Saint-Lions              | 739           | 1 589         |
| Senez                    | 748           | 1 720         |
| Tartonne                 | 879           | 2 285         |

## Représentation

### Conseillers généraux de 1833 à 2015
| Période | Période           | Identité                     | Étiquette          | Qualité |
| ------- | ----------------- | ---------------------------- | ------------------ | --- |
| 1833    | 1861              | Auguste Chais                |                    | Avocat Général puis Président honoraire à la Cour Impériale de Lyon puis Procureur Général à Alger Propriétaire à Riez         |
| 1861    | 1886              | Prosper Allemand (1815-1901) | Républicain modéré | Chef interne des hôpitaux civils de Toulon Député (1871-1881) Maire de Riez (1870-1873)                                        |
| 1886    | 1892              | Jules Proal                  | Républicain        | Avocat à Dijon (Côte-d'Or), maire de Riez (1900-?) Député des Basses-Alpes (1885-1889)                                         |
| 1892    | 1904              | César Allemand               | Républicain        | Médecin Maire de Riez (?-1900)                                                                                                 |
| 1904    | 1905 (annulation) | Marie-Oswald Richaud         | Républicain        | Directeur d'usine à Marseille                                                                                                  |
| 1905    | 1910              | Marie-Oswald Richaud         | Républicain        | Directeur d'usine à Marseille                                                                                                  |
| 1910    | 1940              | Louis Gardiol                | Rad. puis SFIO     | Docteur en médecine à Paris Maire de Riez Député (1924-1942)                                                                   |
|         |                   |                              |                    | |
| 1943    | 1945              | Jean Martin                  | ?                  | Maire de Riez Nommé conseiller départemental en 1943                                                                           |
|         |                   |                              |                    | |
| 1945    | 1979              | Maxime Javelly               | SFIO puis PS       | Commerçant Sénateur (1969-1980) Maire de Riez (1947-1975)                                                                      |
| 1979    | 1985              | Marcel Roux                  | PCF                | |
| 1985    | 2004              | Lucien Villecroze            | UDF puis UMP       | Chef d'entreprise,, Président de la Chambre de Commerce et d'Industrie (1980-1986) Maire d'Allemagne-en-Provence jusqu'en 2001 |
| 2004    | 2015              | Michel Zorzan                | PS et app.         | Conseiller bancaire en gestion de patrimoine Maire de Riez (2001-2013)                                                         |

### Conseillers d'arrondissement (de 1833 à 1940)
| Période                                  | Période | Identité               | Étiquette   | Qualité |
| ---------------------------------------- | ------- | ---------------------- | ----------- | --- |
| 1833                                     | 1836    | M. Robin               |             | Adjoint au maire de Riez                                                                                    |
| 1836                                     | 1842    | M. Maillet             |             | Orfèvre à Riez                                                                                              |
| 1842                                     | 1848    | Victor Cordeil         |             | Propriétaire à Riez                                                                                         |
|                                          |         |                        |             | |
| 1892                                     |         | Augustin Avond         | Républicain | Maire de Quinson                                                                                            |
|                                          |         |                        |             | |
| 1937                                     | 1940    | Léon Berne (1893-1976) | SFIO        | Cultivateur à Esparron-de-Verdon                                                                            |
| 1940                                     |         |                        |             | Les conseils d'arrondissement ont été suspendus par la loi du 12 octobre 1940 et n'ont jamais été réactivés |
| Les données manquantes sont à compléter. |         |                        |             | |

### Conseillers départementaux après 2015
| Période élective | Période élective | Mandat | Mandat           | Identité          | Nuance | Nuance | Qualité |
| ---------------- | ---------------- | ------ | ---------------- | ----------------- | ------ | ------ | --- |
| 2015             | 2021             | 2015   | 2017 (démission) | Delphine Bagarry  |        | DVG    | Médecin, Élue députée LREM (2017-2022) |
| 2015             | 2021             | 2015   | 2021             | André Laurens     |        | PS     | Chef d'entreprise à Estoublon |
| 2015             | 2021             | 2017   | 2021             | Danielle Urquizar |        | PS     | Maire de Saint-Jurs |
| 2021             | 2028             | 2021   | en cours         | Eliane Barreille  |        | LR     | Ancienne Vice-Présidente du conseil régional Provence-Alpes-Côte-d'Azur Présidente du conseil départemental, ancienne maire de Malijai (1995-2014) |
| 2021             | 2028             | 2021   | en cours         | Claude Bondil     |        | LR     | Agriculteur - Maire de Riez |

#### Élections de mars 2015
À l'issue du premier tour des élections départementales de 2015, deux binômes sont en ballottage : Delphine Bagarry et André Laurens (PS, 30,82 %) et Cassandre Loubry et Jean Luffarelli (FN, 26,34 %). Le taux de participation est de 59,49 % (4 570 votants sur 7 682 inscrits) contre 55,34 % au niveau départemental et 50,17 % au niveau national.
Au second tour, Delphine Bagarry et André Laurens (PS) sont élus avec 60,88 % des suffrages exprimés et un taux de participation de 60,44 % (2 530 voix pour 4 643 votants et 7 682 inscrits).
André Laurens et Danielle Urquizar sont membres du groupe Majorité départementale.

#### Élections de juin 2021
Le premier tour des élections départementales de 2021 est marqué par un très faible taux de participation (33,26 % au niveau national). Dans le canton de Riez, ce taux de participation est de 44,27 % (3 396 votants sur 7 671 inscrits) contre 40,72 % au niveau départemental. À l'issue de ce premier tour, deux binômes sont en ballottage : Eliane Barreille et Claude Bondil (LR, 28,92 %) et Muriel de Vita et Éric Sauvaire (RN, 25,25 %).
Le second tour des élections est marqué une nouvelle fois par une abstention massive équivalente au premier tour. Les taux de participation sont de 34,3 % au niveau national, 42,59 % dans le département et 44,09 % dans le canton de Riez. Eliane Barreille et Claude Bondil (LR) sont élus avec 66,33 % des suffrages exprimés (1 980 voix pour 3 382 votants et 7 671 inscrits),,.

## Composition

### Composition avant 2015
Le canton de Riez regroupait neuf communes.
| Nom                     | Code Insee | Codepostal | Superficie (km2) | Population (dernière pop. légale) | Densité (hab./km2) |
| ----------------------- | ---------- | ---------- | ---------------- | --------------------------------- | ------------------ |
| Riez (chef-lieu)        | 04166      | 04500      | 40,00            | 1 819 (2012)                      | 45                 |
| Allemagne-en-Provence   | 04004      | 04500      | 32,99            | 521 (2012)                        | 16                 |
| Esparron-de-Verdon      | 04081      | 04800      | 34,20            | 422 (2012)                        | 12                 |
| Montagnac-Montpezat     | 04124      | 04500      | 34,18            | 411 (2012)                        | 12                 |
| Puimoisson              | 04157      | 04410      | 35,44            | 755 (2012)                        | 21                 |
| Quinson                 | 04158      | 04500      | 28,11            | 443 (2012)                        | 16                 |
| Roumoules               | 04172      | 04500      | 26,04            | 694 (2012)                        | 27                 |
| Sainte-Croix-du-Verdon  | 04176      | 04500      | 13,70            | 122 (2012)                        | 8,9                |
| Saint-Laurent-du-Verdon | 04186      | 04500      | 8,89             | 89 (2012)                         | 10                 |

### Composition depuis 2015
Le nouveau canton de Riez regroupe vingt-six communes.
| Nom                          | Code Insee | Intercommunalité                              | Superficie (km2) | Population (dernière pop. légale) | Densité (hab./km2) | Modifier                                    |
| ---------------------------- | ---------- | --------------------------------------------- | ---------------- | --------------------------------- | ------------------ | ------------------------------------------- |
| Riez (bureau centralisateur) | 04166      | CA Durance-Luberon-Verdon Agglomération       | 40,00            | 1 625 (2022)                      | 41                 | modifier les données · modifier les données |
| Barrême                      | 04022      | CC Alpes Provence Verdon - Sources de Lumière | 37,05            | 402 (2022)                        | 11                 | modifier les données · modifier les données |
| Beynes                       | 04028      | CA Provence-Alpes Agglomération               | 41,24            | 121 (2022)                        | 2,9                | modifier les données · modifier les données |
| Blieux                       | 04030      | CC Alpes Provence Verdon - Sources de Lumière | 56,80            | 52 (2022)                         | 0,92               | modifier les données · modifier les données |
| Bras-d'Asse                  | 04031      | CA Provence-Alpes Agglomération               | 26,10            | 559 (2022)                        | 21                 | modifier les données · modifier les données |
| Le Castellet                 | 04041      | CA Durance-Luberon-Verdon Agglomération       | 18,87            | 300 (2022)                        | 16                 | modifier les données · modifier les données |
| Le Chaffaut-Saint-Jurson     | 04046      | CA Provence-Alpes Agglomération               | 36,20            | 689 (2022)                        | 19                 | modifier les données · modifier les données |
| Châteauredon                 | 04054      | CA Provence-Alpes Agglomération               | 10,53            | 74 (2022)                         | 7,0                | modifier les données · modifier les données |
| Chaudon-Norante              | 04055      | CC Alpes Provence Verdon - Sources de Lumière | 37,48            | 180 (2022)                        | 4,8                | modifier les données · modifier les données |
| Clumanc                      | 04059      | CC Alpes Provence Verdon - Sources de Lumière | 53,68            | 221 (2022)                        | 4,1                | modifier les données · modifier les données |
| Entrevennes                  | 04077      | CA Durance-Luberon-Verdon Agglomération       | 29,81            | 169 (2022)                        | 5,7                | modifier les données · modifier les données |
| Estoublon                    | 04084      | CA Provence-Alpes Agglomération               | 33,85            | 480 (2022)                        | 14                 | modifier les données · modifier les données |
| Majastres                    | 04107      | CA Provence-Alpes Agglomération               | 29,85            | 5 (2022)                          | 0,17               | modifier les données · modifier les données |
| Mézel                        | 04121      | CA Provence-Alpes Agglomération               | 21,36            | 617 (2022)                        | 29                 | modifier les données · modifier les données |
| Moustiers-Sainte-Marie       | 04135      | CA Provence-Alpes Agglomération               | 87,97            | 695 (2022)                        | 7,9                | modifier les données · modifier les données |
| La Palud-sur-Verdon          | 04144      | CC Alpes Provence Verdon - Sources de Lumière | 81,26            | 350 (2022)                        | 4,3                | modifier les données · modifier les données |
| Puimichel                    | 04156      | CA Durance-Luberon-Verdon Agglomération       | 36,81            | 254 (2022)                        | 6,9                | modifier les données · modifier les données |
| Puimoisson                   | 04157      | CA Durance-Luberon-Verdon Agglomération       | 35,44            | 666 (2022)                        | 19                 | modifier les données · modifier les données |
| Roumoules                    | 04172      | CA Durance-Luberon-Verdon Agglomération       | 26,04            | 732 (2022)                        | 28                 | modifier les données · modifier les données |
| Saint-Jacques                | 04180      | CC Alpes Provence Verdon - Sources de Lumière | 4,66             | 72 (2022)                         | 15                 | modifier les données · modifier les données |
| Saint-Jeannet                | 04181      | CA Provence-Alpes Agglomération               | 21,14            | 48 (2022)                         | 2,3                | modifier les données · modifier les données |
| Saint-Julien-d'Asse          | 04182      | CA Provence-Alpes Agglomération               | 25,60            | 226 (2022)                        | 8,8                | modifier les données · modifier les données |
| Saint-Jurs                   | 04184      | CA Provence-Alpes Agglomération               | 33,59            | 137 (2022)                        | 4,1                | modifier les données · modifier les données |
| Saint-Lions                  | 04187      | CC Alpes Provence Verdon - Sources de Lumière | 11,55            | 38 (2022)                         | 3,3                | modifier les données · modifier les données |
| Senez                        | 04204      | CC Alpes Provence Verdon - Sources de Lumière | 70,27            | 156 (2022)                        | 2,2                | modifier les données · modifier les données |
| Tartonne                     | 04214      | CC Alpes Provence Verdon - Sources de Lumière | 44,88            | 127 (2022)                        | 2,8                | modifier les données · modifier les données |
| Canton de Riez               | 0412       |                                               | 952,03           | 8 995 (2022)                      | 9,4                | modifier les données                        |

## Démographie

### Démographie avant 2015
| 1962  | 1968  | 1975  | 1982  | 1990  | 1999  | 2006  | 2011  | 2012  |
| ----- | ----- | ----- | ----- | ----- | ----- | ----- | ----- | ----- |
| 2 694 | 3 000 | 3 147 | 3 539 | 4 043 | 4 387 | 5 037 | 5 296 | 5 276 |

### Démographie depuis 2015
En 2022, le canton comptait 8 995 habitants, en évolution de −4,3 % par rapport à 2016 (Alpes-de-Haute-Provence : +2,84 %, France hors Mayotte : +2,11 %).
| 2013  | 2018  | 2022  |
| ----- | ----- | ----- |
| 9 300 | 9 315 | 8 995 |